# Баузи (народ)

Баузи на этно-лингвистической карте Индонезии.

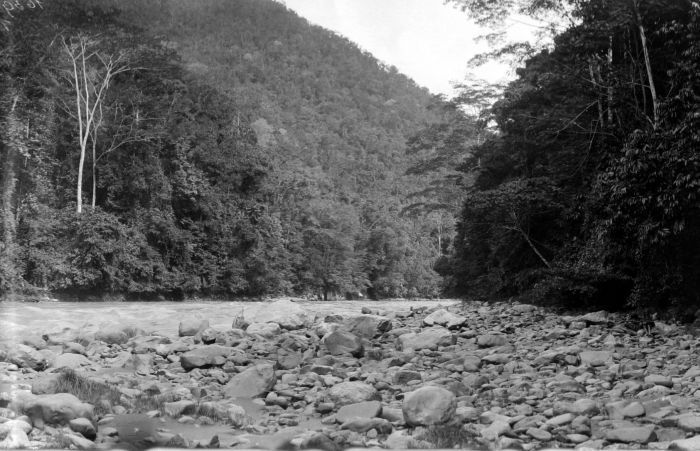
Устье реки Мамберамо

Баузи (индон. Bauzi) — папуасское племя, обитающее на северо-западе индонезийской провинции Папуа (ранее Ириан-Джая). Численность оценивается по разным данным  в 1500, 2000 и 2200 человек.

## Расселение
Район распространения народа баузи лежит между западной частью и устьем реки Мамберамо на северо-западе провинции Папуа в северной и центральной частях региона Мамберамо. Им принадлежат деревни Вакаид, Нойади, Данау Бира, Солом, Кустара, Неао, Итаба.

## Быт
Основными занятиями народа баузи является охота и собирательство. С момента открытия племени в 80-х годах XX века миссионеры помогали приобщить баузи к цивилизации. Результатом этой работы было построение церкви, которая использовалась как место поклонения, а также зал социального обслуживания для племени баузи. Племенные войны больше не является значительной частью культуры баузи.

## Религия
В прошлом народ баузи придерживался анимиских культов и верований в силы природы и духов. В наше время 65% баузи приняло христианство. Из них 10% евангелисты.

## Язык
Баузи говорят на одном языке. В последние годы лингвисты изучают язык и переводят различную литературу, в том числе Библию, на язык баузи.